# NEWS23
NEWS23은 일본의 도쿄 방송(TBS·JNN) 계열이 제작·방영한 뉴스 정보 프로그램이다. 프로그램 개시 당초에는 진행자인 지쿠시 데쓰야의 이름을 걸고서 지쿠시 데쓰야 NEWS23(筑紫哲也 NEWS23)이라는 타이틀로 방송되었으나, 2008년 3월 31일에 지쿠시 데쓰야의 하차로 NEWS23이란 프로그램이 일부 변형되었다. 2010년 3월 29일부터 2013년 3월 29일까지 이 프로그램은 NEWS23 크로스로 개편되었다가 2013년 4월 1일 부활했다.

## 앵커

### 메인
- 지쿠시 데쓰야(1989년 10월 2일 ~ 2007년 11월)
- 고토 겐지(2007년 12월 ~ 2009년 3월)
- 젠바 다카코(2009년 3월 ~ 2010년 3월, 2013년 4월~2016년 3월)
- 호시 히로시, 아메미야 토우코 (2016년 3월~)

## 방송 시간
| 기간    | 기간    | 월요일                               | 화,목요일                            | 금요일                               | 금요일 |
| ------- | ------- | ------------------------------------ | ------------------------------------ | ------------------------------------ | ------ |
| 1989.10 | 1997.09 | 23:00 - 24:30 (일부지역은 23:50까지) | 23:00 - 24:30 (일부지역은 23:50까지) | 23:30 - 24:35 (일부지역은 24:20까지) |        |
| 1997.10 | 1998.03 | 23:00 - 23:55                        | 23:00 - 23:55                        | 23:30 - 24:35 (일부지역은 24:20까지) |        |
| 1998.4  | 2004.9  | 22:54 - 23:50                        | 22:54 - 23:50                        | 23:30 - 24:35 (일부지역은 24:20까지) |        |
| 2004.10 | 2008.09 | 22:54 - 24:25 (일부지역은 23:50까지) | 22:54 - 23:50                        | 23:30 - 24:35 (일부지역은 24:20까지) |        |
| 2008.10 | 2009.03 | 23:00 - 23:54                        | 23:00 - 23:54                        | 23:30 - 24:35 (일부지역은 24:20까지) |        |
| 2009.04 | 2010.03 | 23:00 - 23:30                        | 23:00 - 23:30                        | 23:30 - 23:59 (일부지역은 23:55까지) |        |
| 2013.04 | 2016.03 | 22:54 - 23:53                        | 22:54 - 23:53                        | 23:30 - 24:15                        |        |
| 2016.03 |         | 23:10 - 23:56                        | 23:10 - 23:56                        | 23:30 - 24:15                        |        |

## 그 외 뉴스 프로그램
- 뉴스 제로 (닛폰 TV 방송망 계열국)
- 뉴스JAPAN (후지 TV 계열국)
- 보도 스테이션 (TV 아사히 계열국)